# Grande famine chinoise
Pour les articles homonymes, voir Famine en Chine.
La grande famine chinoise (appelée localement les trois années de grande famine, chinois simplifié : 三年大饥荒 ; chinois traditionnel : 三年大饑荒 ; pinyin : sān nián dà jī huāng) est une période de l'histoire de la république populaire de Chine, de 1959 à 1961, caractérisée par une famine généralisée en Chine continentale,,. Certains chercheurs incluent aussi les années 1958 ou 1962,,,. Le nombre estimé de décès dus à la famine varie de 15 millions à 55 millions,,,,,. La grande famine chinoise est souvent considérée comme la famine la plus meurtrière de l'histoire de l'humanité,,,,.
Les principaux facteurs ayant contribué à la famine étaient les politiques communistes et collectivistes du « Grand Bond en avant » (1958 à 1962) et de la « commune populaire »,,,,. Après le lancement des réformes et ouvertures qui ont suivi la mort de Mao Zedong (1976), le Parti communiste chinois (PCC) a déclaré officiellement en 1981 que la famine était principalement due aux erreurs du Grand Bond en avant ainsi qu'à la campagne anti-droitiste, en plus de certaines catastrophes naturelles et de la rupture sino-soviétique.

## Terminologie
Avant 1981, le gouvernement chinois appelait officiellement cette période de grande famine « trois années de catastrophes naturelles » (chinois simplifié : 三年自然灾害 ; chinois traditionnel : 三年自然災害 ; pinyin : sān nián zì rán zāi hài). Depuis juin 1981, le gouvernement chinois a officiellement changé ce nom en « trois ans de difficulté » (chinois simplifié : 三年困难时期 ; chinois traditionnel : 三年困難時期),.

## Causes de la famine

### Grand Bond en avant

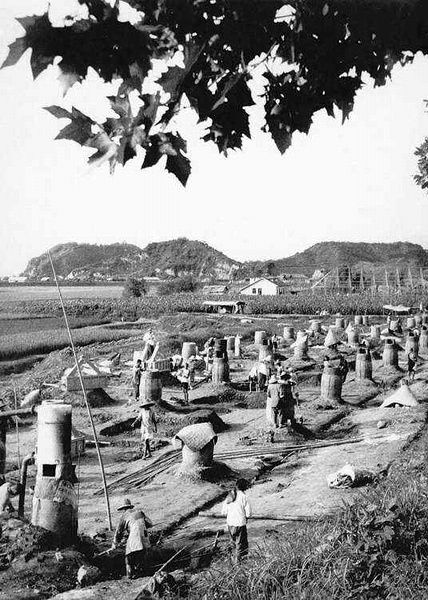
Production d'acier pendant le Grand Bond en avant.

La mise en place d'une production de fer et d'acier ayant été identifiée comme étant la condition essentielle du progrès économique, des millions de paysans furent alors forcés de quitter leurs exploitations afin de fournir la main-d'œuvre nécessaire à cette nouvelle activité.
Le sinologue Jean-Luc Domenach indique que les croissances annoncées de 100 %, voire 150 % étaient largement mensongères. Mais les achats forcés de produits agricoles par l’État étaient déterminés en fonction des productions déclarées. Par conséquent, les responsables locaux ont continué à fabriquer des données et à exagérer la production agricole (浮夸风).

#### Commune populaire

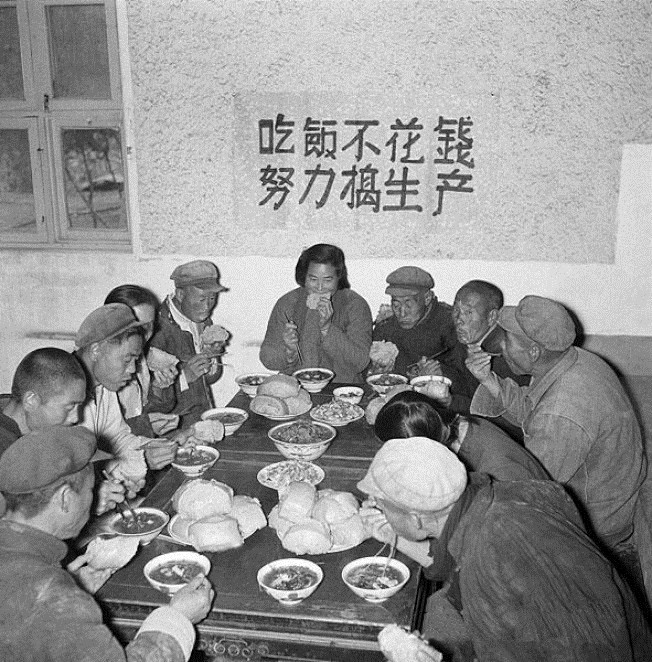
La cantine à l'intérieur d'une commune populaire. Le slogan sur le mur se lit « Mangez gratuitement, travaillez dur ».

Pendant le Grand Bond en avant, l'agriculture a été organisée en communes populaires et la culture de parcelles privées interdite. En 2008, Yang Jisheng a voulu résumer les effets de ces nouveaux objectifs de production :

« À Xinyang, des gens affamés étaient à la porte de l'entrepôt de céréales. À mesure qu'ils mouraient, ils criaient « Parti communiste, président Mao, sauve-nous ! ». Si les greniers du Henan et du Hebei avaient été ouverts, aucun ne serait mort. Alors que les gens mouraient par milliers autour d'eux, les fonctionnaires ne pensaient pas à les sauver. Leur unique préoccupation était la bonne mise en œuvre de la livraison des céréales. »

#### Techniques agricoles
Parallèlement à la collectivisation, le gouvernement central a décrété plusieurs changements dans les techniques agricoles, fondés sur les théories du pseudo-scientifique russe Trofim Denissovitch Lyssenko. L'une de ces théories concernait la densité des plantations agricoles, qui fut triplée. La théorie de Trofim Lyssenko était que les plantes d'une même espèce n'entreraient pas en concurrence entre elles. En pratique, c'est tout le contraire qui s'est effectivement passé, il y eut alors des retards de croissance qui entraînèrent une forte baisse des rendements. Une autre politique agricole fut fondée sur les idées de Terenti Maltsev, un collègue de Lyssenko, qui encouragea les paysans chinois à labourer le sol plus profondément (jusqu'à 1 ou 2 mètres), pensant que la terre était plus fertile en profondeur, ce qui aurait permis, selon lui, une croissance très forte des racines. Cependant, des roches et du sable, inutiles pour l'agriculture, ont été remontés du fond provoquant l'enfouissement de la couche arable.

#### Campagne des quatre nuisibles
Dans la campagne des quatre nuisibles, les citoyens devaient détruire les moineaux et autres oiseaux sauvages qui mangeaient des semences, dans le but de protéger les champs cultivés. Cette campagne échoua car elle provoqua une explosion de la population des ravageurs, en particulier des insectes s’attaquant aux cultures, ce qui nuisit à la production céréalière.

### Politiques gouvernementales

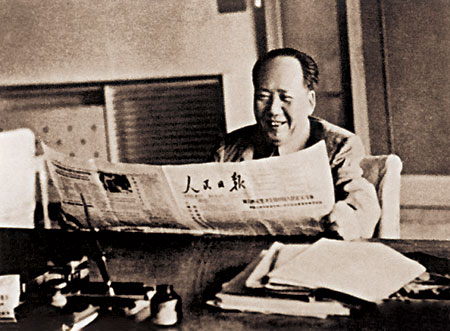
Mao Zedong lisant le Quotidien du peuple (1961).

Selon les travaux d'Amartya Sen, prix Nobel d'économie et spécialiste des famines, la plupart des famines ne sont pas uniquement le résultat de la baisse de la production alimentaire, mais aussi d'une distribution de nourriture inefficace ou inappropriée, souvent aggravée par le manque d'informations et, en fait, de la négation de l'ampleur du problème par les autorités. Dans le cas des famines chinoises, les populations urbaines se sont protégées afin de se garantir une certaine quantité de consommation de céréales. Les responsables locaux dans les campagnes, en réponse au niveau de production qui avait été annoncé comme atteint, dû à la nouvelle organisation économique, ont beaucoup trop diminué leur propre production. Par conséquent, les paysans se sont retrouvés avec des restes de culture beaucoup plus réduits qu'à l'habitude.

### Catastrophes naturelles
Selon les autorités chinoises, des catastrophes naturelles seraient la cause de la grande famine en Chine.
Des changements radicaux dans l'organisation de l'agriculture auraient coïncidé avec des conditions météorologiques défavorables, telles que sécheresses et inondations. En juillet 1958, le fleuve Jaune déborda et inonda la Chine orientale. En 1960, une certaine aridité, cumulée à d'autres évènements météorologiques, a affecté 55 % des récoltes, tandis qu'environ 60 % des récoltes dans le nord de la Chine n'ont pas reçu d'eau de pluie du tout.
Cependant, il y a eu des désaccords sur l'importance de la sécheresse et des inondations à l'origine de la Grande Famine,,. Selon les données publiées par l'Académie chinoise des sciences météorologiques (中国气象科学研究院), la sécheresse de 1960 n'était pas rare et sa gravité n'était considérée comme « légère » que par rapport aux autres années - elle était moins grave que celles de 1955, 1963, 1965-1967 et ainsi de suite. De plus, Xue Muqiao (薛暮桥), alors chef du Bureau national des statistiques de Chine, a déclaré en 1958 que « nous donnons tous les chiffres que le niveau supérieur veut » pour exagérer les catastrophes naturelles et décharger la responsabilité officielle des décès dus à la famine. L'historien Frank Dikötter a soutenu que la plupart des inondations pendant la famine n'étaient pas dues à des conditions météorologiques inhabituelles, mais à des projets d'irrigation massifs et mal planifiés qui faisaient partie du Grand Bond en avant. À l'inverse, le journaliste K.S. Karol, s'étant rendu en Chine, rapporte en 1967 le témoignage d'un paysan : « [...] à partir de 1959 et pendant trois ans de suite, nous avons été victimes d'une sécheresse comme on en avait pas vu depuis le début du siècle. », dans une région souffrant d'emblée de sécheresses cycliques : « la rareté de l'eau ne permettait pas de cultiver de vastes espaces. » Le témoin insiste sur l'importance de la Commune populaire, qui a permis aux quelque onze coopératives agricoles de se coordonner et  réaliser d'importants travaux d’irrigation : « Naguère une sécheresse beaucoup moins dure aurait suffi à provoquer l'exode de la population.»  Le magazine américain Toledo Blade rapporte que les inondations portent « un coup dur aux plans du régime communiste de poursuivre le Grand Bond en avant en 1959.» et que trois millions de personnes ont dû être mobilisées pour lutter contre la catastrophe.

## Gravité de la famine

### Baisse de production
Un résultat direct de la famine a été la baisse de la production de céréales en Chine qui diminua de 15 % en 1959. En 1960, elle était à 70 % de son niveau de 1958. Il n'y a pas eu d'amélioration avant 1962, à la fin du Grand Bond en avant. Selon des statistiques officielles chinoises publiées en 1984, la production agricole est passée de 200 millions de tonnes en 1958 à 143,5 millions de tonnes en 1960.

### Le bilan des morts

Taux de natalité et taux de mortalité en Chine.

En raison du manque de nourriture et d'autres facteurs défavorables au bien-être du peuple pendant cette période, la population était d'environ 659 590 000 en 1961, soit environ 13 millions de personnes de moins qu'en 1959. La chute de la natalité due à la famine et aux aménorrhées de famine des années 1960-61 est dramatiquement visible sur cette pyramide. Le taux de natalité est passé de 2,922 % en 1958 à 2,086 % en 1960, tandis que le taux de mortalité est passé de 1,198 % à 2,543 % entre ces mêmes dates. À titre de comparaison, entre 1962 et 1965, ces taux étaient respectivement de 4 % et 1 % environ. 

Pyramide des âges de la Chine au recensement du 30 juin 1982.

Les taux de décès officiels montrent de beaucoup plus fortes augmentations de la mortalité dans certaines provinces de la Chine. Yu Dehong, le secrétaire du parti unique à Xinyang entre 1959 et 1960, a déclaré :

« Je suis allé dans un village de la province et j'y ai vu une centaine de cadavres. Je suis allé dans un autre village et y ai vu une centaine d'autres cadavres. On disait que les chiens mangeaient les corps. J'ai dit que ce n'était pas vrai, les chiens ont depuis longtemps été mangés par la population. »

Les estimations officieuses sont variables, mais sont souvent considérablement plus élevées. Les experts croient généralement que le gouvernement a largement sous-estimé le nombre de morts. Lu Baoguo, un journaliste de l'agence Xinhua, établie dans la ville de Xinyang a raconté à Yang Jisheng ce qu'il n'avait jamais osé dire : 

« Fin 1959, j'ai parcouru une très longue distance en bus, partant de Xinyang jusqu'à Luoshan et Gushi. À travers la fenêtre, je voyais des cadavres dans les fossés. Dans le bus, personne n'osait parler de la mort. Dans le comté de Guangshan, une personne sur trois était décédée. Bien qu'il y eût des morts partout, les dirigeants locaux se délectaient de bons repas et d'alcool... Les gens disaient que la vérité avait été cachée. Ai-je osé l'écrire ? »

Les chiffres estimant le nombre de victimes varient énormément entre les spécialistes. De nombreux professeurs et chercheurs ont estimé que le nombre de « décès anormaux » était compris entre 15 et 55 millions. Dans son ouvrage Chine : L'archipel oublié, le sinologue Jean-Luc Domenach estime qu'entre 1959 et 1962, 4 millions de détenus chinois seraient morts de faim, soit 40 % de la population carcérale.
- Une équipe de recherche de l'Académie chinoise des sciences a conclu en 1989 qu'au moins 15 millions de personnes étaient mortes de malnutrition[29].
- Les chiffres du Bureau national des statistiques de Chine publiés en 1998 sont d'environ 22 millions[30],[31],[32].
- Ansley J. Coale, l'un des plus grands démographes des États-Unis, a estimé 27 millions de décès dus à la famine[5],[33].
- Judith Banister, directrice de la démographie mondiale au « Conference Board », a estimé à 30 millions le nombre de décès supplémentaires entre 1958 et 1961[10],[34],[35].
- Le journaliste et universitaire chinois Yang Jisheng, après 10 ans d'études, estime le nombre de victimes à 36 millions[8].
- Liao Gailong (廖盖隆), ancien vice-directeur de l'Unité de recherche historique du Parti communiste chinois (PCC), a fait état de 40 millions de morts « contre nature » dues à la famine[29],[36].
- Chen Yizi (陈一谘), ancien haut fonctionnaire chinois et haut conseiller de l'ancien secrétaire général du PCC Zhao Ziyang, a conclu que 43 millions de personnes étaient mortes à cause de la famine[37],[11],[38].
- L'universitaire néerlandais Frank Dikötter, après l'étude d'archives chinoises de 2005 à 2009, évoque le nombre de 45 millions de morts. Parmi ceux-ci 2,5 millions furent torturés à mort ou tués par la milice[39].
- Yu Xiguang (余习广), historien chinois indépendant et ancien instructeur à l'École centrale du Parti communiste chinois, a estimé que 55 millions de personnes sont mortes à cause de la famine[11],[40],[41],[42]. Il a passé deux décennies sur la recherche archivistique avant de tirer sa conclusion[11].

Les estimations varient autant à cause de l'inexactitude des données, notamment grâce aux efforts faits par le gouvernement pour cacher la situation réelle (toutes les données ont été classées comme extrêmement confidentielles jusqu'à leur divulgation en 1983). En raison de leur implication politique, certaines personnes nient plusieurs de ces estimations prétextant « l'absence de données fiables concernant le recensement de l'ensemble de la population chinoise ». Ainsi, Wim F. Wertheim, professeur émérite de l'Université d'Amsterdam, a écrit dans un article intitulé « Les Cygnes sauvages et la stratégie agricole de Mao » (Wild Swans and Mao's Agrarian Strategy) :

« Souvent, on soutient que, lors des recensements des années 1960, "entre 17 et 29 millions de Chinois" semblent être disparus, en comparaison avec les chiffres du recensement officiel de 1950. Mais ces estimations n'ont pas un semblant de fiabilité... il est en effet difficile de croire que, dans un laps de temps assez court (1953-1960), la population chinoise soit passée de 450 à 600 millions de personnes. »

### Cannibalisme
Il existe de nombreux rapports oraux et quelques documents officiels faisant état du cannibalisme humain pratiqué sous diverses formes à la suite de la famine,,. Pour survivre, les gens devaient recourir à tous les moyens possibles, y compris manger de la terre et même manger de la chair humaine. En raison de l'ampleur de la famine, le cannibalisme a été décrit comme « à une échelle sans précédent dans l'histoire du XXe siècle »,.

## Conséquences

### Révolution culturelle

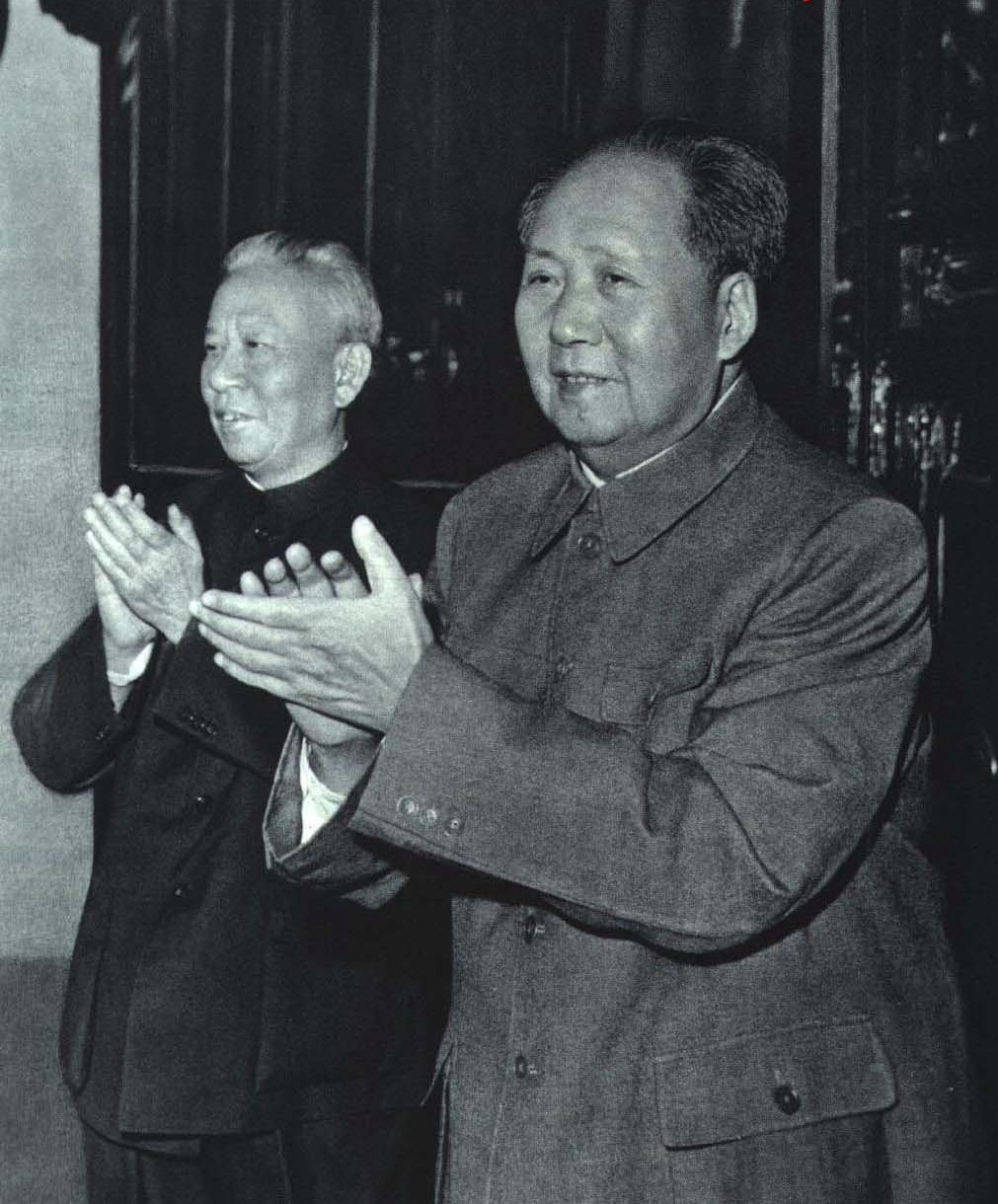
Liu Shaoqi et Mao Zedong en novembre 1964.

#### Liu Shaoqi
Au pire moment de la crise, Mao-Zedong refusa de limiter les exportations de céréales qui finançaient le développement de l’industrie en faisant ce commentaire : « Distribuer les ressources de façon égalitaire ne fera que ruiner le Grand Bond en avant. Quand il n’y a pas assez de nourriture, des gens meurent de faim. Il vaut mieux laisser mourir la moitié de la population, afin que l’autre moitié puisse manger suffisamment ». Quand Liu Shaoqi après avoir visité sa région natale et compris la catastrophe, tenta de redresser la situation, il dut s'opposer à Mao. Ce dernier accusa Liu d’avoir « lâché pied devant l’ennemi de classe ». Liu Shaoqi rétorqua : « Tant de morts de faim ! L’histoire retiendra nos deux noms et le cannibalisme sera dans les livres. ».
Au début de 1962, la « conférence des 7 000 cadres (七千人大会) » s'est tenue à Pékin, au cours de laquelle Liu Shaoqi, le deuxième président de la Chine, a officiellement attribué la famine à 30% aux catastrophes naturelles et à 70% aux erreurs politiques causées par l'homme,,,. La politique de Mao Zedong a été critiquée et Mao s’est aussi livré à une autocritique,. Après la conférence des 7 000 cadres, Liu Shaoqi, avec l'aide de Deng Xiaoping, était responsable de la plupart des politiques au sein du parti et du gouvernement, tandis que Mao s’est placé en semi-retraite,. Cependant, le désaccord entre Mao et Liu (et Deng) est devenu de plus en plus apparent, en particulier sur l'appel de Mao à « ne jamais oublier la lutte des classes ». En 1963, Mao a lancé le « mouvement d'éducation socialiste » et en 1966, il a lancé la « révolution culturelle » afin de revenir au centre du pouvoir, au cours de laquelle Liu a été persécuté à mort (1969) en tant que « traître » et Deng a également été purgé,.

#### Choekyi Gyaltsen, le10epanchen-lama

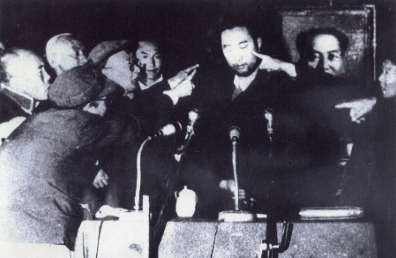
Le 10e panchen-lama lors d'une séance de lutte en 1964

En 1962, le 10e panchen-lama dénonça officiellement la famine au Tibet dans un rapport connu sous le nom de pétition en 70 000 caractères qu’il remit le 18 mai 1962 à Zhou Enlai, qui y réagit positivement en convoquant les responsables des territoires tibétains à Pékin. Selon le journaliste Gilles van Grasdorff, Zhou Enlai « avait admis que des fautes avaient été commises au Tibet », mais n'autorisait pas une opposition ouverte au pouvoir en place.
Mao Zedong, qui passait l'été dans la station balnéaire de Beidaihe, intervint. Il décréta que la pétition du panchen-lama était « une flèche empoisonnée » tirée sur le parti communiste par « un seigneur féodal réactionnaire ».
Selon l'universitaire Barry Sautman, le 10e panchen-lama est censé avoir visité trois régions du Tibet avant la rédaction de ce rapport : Ping'an, Hualong et Xunhua, et sa description d'une famine ne concerne que la région dont il est originaire, Xunhua. Ces trois régions se trouvent dans la préfecture de Haidong, une zone de la province du Qinghai dont la population est à 90 % non tibétaine et ne relève pas du Tibet « culturel ». De plus, Ngabo Ngawang Jigme, un ancien dirigeant tibétain de la région autonome du Tibet, conteste le fait que le panchen-lama ait visité une quelconque zone tibétaine avant son rapport.
Le 10e panchen-lama a été persécuté pendant la révolution culturelle.

### Réformes et ouvertures

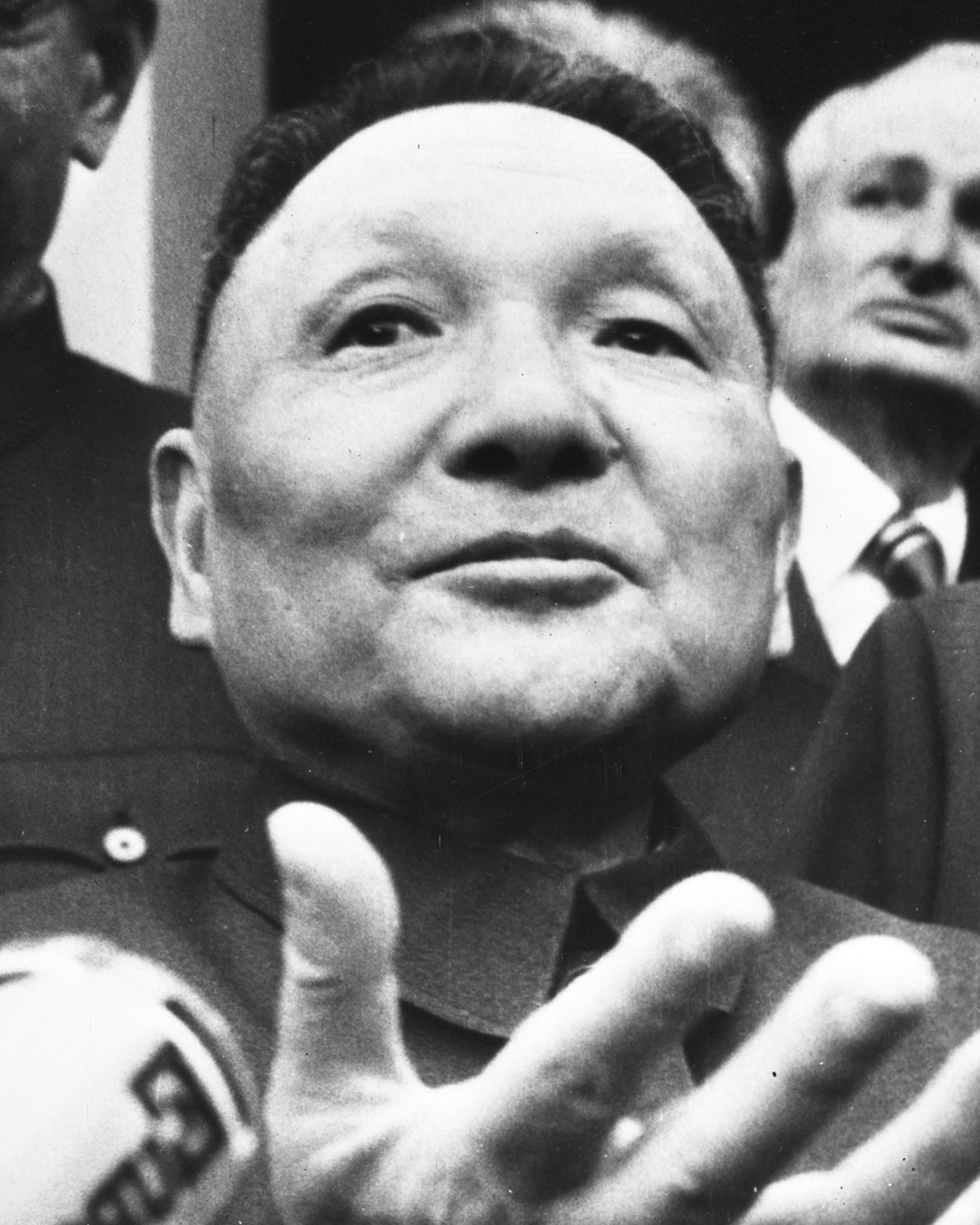
Deng Xiaoping

En 1978, Deng Xiaoping est devenu le nouveau chef suprême de la Chine et a lancé le programme « Réforme et ouverture ». Jusqu'au début des années 1980, le gouvernement chinois expliquait officiellement que la grande famine avait été en grande partie le résultat d'une série de catastrophes naturelles aggravées par certaines erreurs de planification. Toutefois, les spécialistes étrangers sont généralement d'accord sur le fait que les changements institutionnels et politiques massifs qui ont accompagné le Grand Bond en avant sont les causes principales de la grande famine. Après le lancement des « réformes et ouvertures », le Parti communiste chinois (PCC) a déclaré officiellement en 1981 que la famine était principalement due aux erreurs du Grand Bond en avant ainsi qu'à la « campagne anti-droitiste », en plus de certaines catastrophes naturelles et de la « rupture sino-soviétique ».
Ce fut notamment le recensement de 1982 qui permit à des démographes russes, américains et européens de révéler l'ampleur du phénomène. Après l'absence de publication de données détaillées du premier recensement de 1953 et surtout de celui de 1964, le recensement du 30 juin 1982 et l'établissement d'un état civil moderne depuis 1954,, permettent en effet aux démographes de reconstituer le mouvement de la population chinoise depuis 1949 et donc l'historique de la mortalité mais également de la fécondité. L'histoire récente de la Chine peut donc se lire sur la pyramide des âges, détaillée par âge simple, au 30 juin 1982.

## Mémoires
Le journal Nanfang renwu zhoukan a publié une enquête le 21 mai 2012 sous le titre La Grande Famine. Le journal y présente deux courbes qui se croisent entre les années 1958 et 1962 celle de l'accroissement naturel, qui chute à ces dates bien en dessous de zéro et celle ascendante de la mortalité, qui atteint un pic en 1960. Par contre le Nanfang n'évoque pas les cas de cannibalisme constatés par Yang Jisheng, qui a eu accès aux archives officielles en tant que journaliste de l'agence officielle Chine Nouvelle : la famine provoque des victimes aussi bien chez les paysans riches que ceux trop faibles pour travailler. On cache les morts pour conserver les rations. Mao a envoyé des équipes de cadres pour partir à la recherche des cachettes. On bat ceux qui mangent des graines dans les champs. La famine provoque la réapparition du cannibalisme sur une grande échelle : les familles échangent les enfants pour les manger (yizi er shi : « échanger les enfants pour se nourrir », expression chinoise ancienne), certains découpent de nuit des cadavres pour manger. Ceux qui se révoltent sont abattus. De même, le journal ne publie pas les estimations du nombre de victimes.
Avant ce média national seul le mensuel Yanhuang chunxiu (Chroniques historiques), dont le rédacteur en chef adjoint est Yang Jisheng, l'auteur de Stèles. La Grande Famine en Chine, 1958-1961, évoque cette question depuis 2008.

### En français
- Jasper Becker, La grande famine de Mao, éditions Dagorno, 1998.
- Yang Jisheng, Stèles. La Grande Famine en Chine, 1958-1961, Seuil, 660 p., 2012.
- Frank Dikötter, La Grande Famine de Mao, 2010.

### En anglais
- Ashton, Basil, Kenneth Hill, Alan Piazza, Robin Zeitz, "Famine in China, 1958-61", Population and Development Review, Vol. 10, No. 4. (Dec., 1984), p. 613-645.
- Banister, J. "Analysis of recent data on the population of China", Population and Development, Vol.10, No.2, 1984.
- Cao Shuji, The deaths of China's population and its contributing factors during 1959-1961. China's Population Science (Jan.2005) (In Chinese)
- China Statistical Yearbook (1984), edited by State Statistical Bureau. China Statistical Publishing House, 1984.Page 83,141,190
- China Statistical Yearbook (1991), edited by State Statistical Bureau. China Statistical Publishing House, 1991.
- China Population Statistical Yearbook (1985), edited by State Statistical Bureau. China Statistical Bureau Publishing House, 1985.
- Coale, Ansley J., Rapid population change in China, 1952-1982, National Academy Press, Washington, D.C., 1984.
- Li Chengrui (李成瑞) : Population Change Caused by The Great Leap Movement, Demographic Study, No.1, 1998 p. 97-111
- Jiang Zhenghua (蒋正华)，Method and Result of China Population Dynamic Estimation, Academic Report of Xi'an University, 1986(3). p. 46,84
- Peng Xizhe, "Demographic Consequences of the Great Leap Forward in China's Provinces", Population and Development Review, Vol. 13, No.4. (Dec., 1987), p. 639-670
- Yang, Dali. Calamity and Reform in China: State, Rural Society and Institutional Change since the Great Leap Famine. Stanford University Press, 1996.
- Official Chinese statistics, shown as a graph.
- Death rates in several Asian nations, 1960 to 1994.
- Zhou Xun, The Great Famine in China, 1958-1962, Éditions Yale University Press, août 2012[63].

## Filmographie
- Le Fossé (Jiabiangou) est un film chinois réalisé par Wang Bing, sorti en 2010
- La Grande Famine de Mao, La Case du siècle : film de Patrick Cabouat et Philippe Grangereau, production Arturo Moi / Dérives / RTBF, avec la participation de France Télévisions et de la chaîne Histoire.